# Sverige i världsmästerskapen i landsvägscykling 2013
Sverige i världsmästerskapen i landsvägscykling 2013, genom Svenska Cykelförbundet, deltog i världsmästerskapen i landsvägscykling 2013 i Florens, Italien.

## Svenska laget

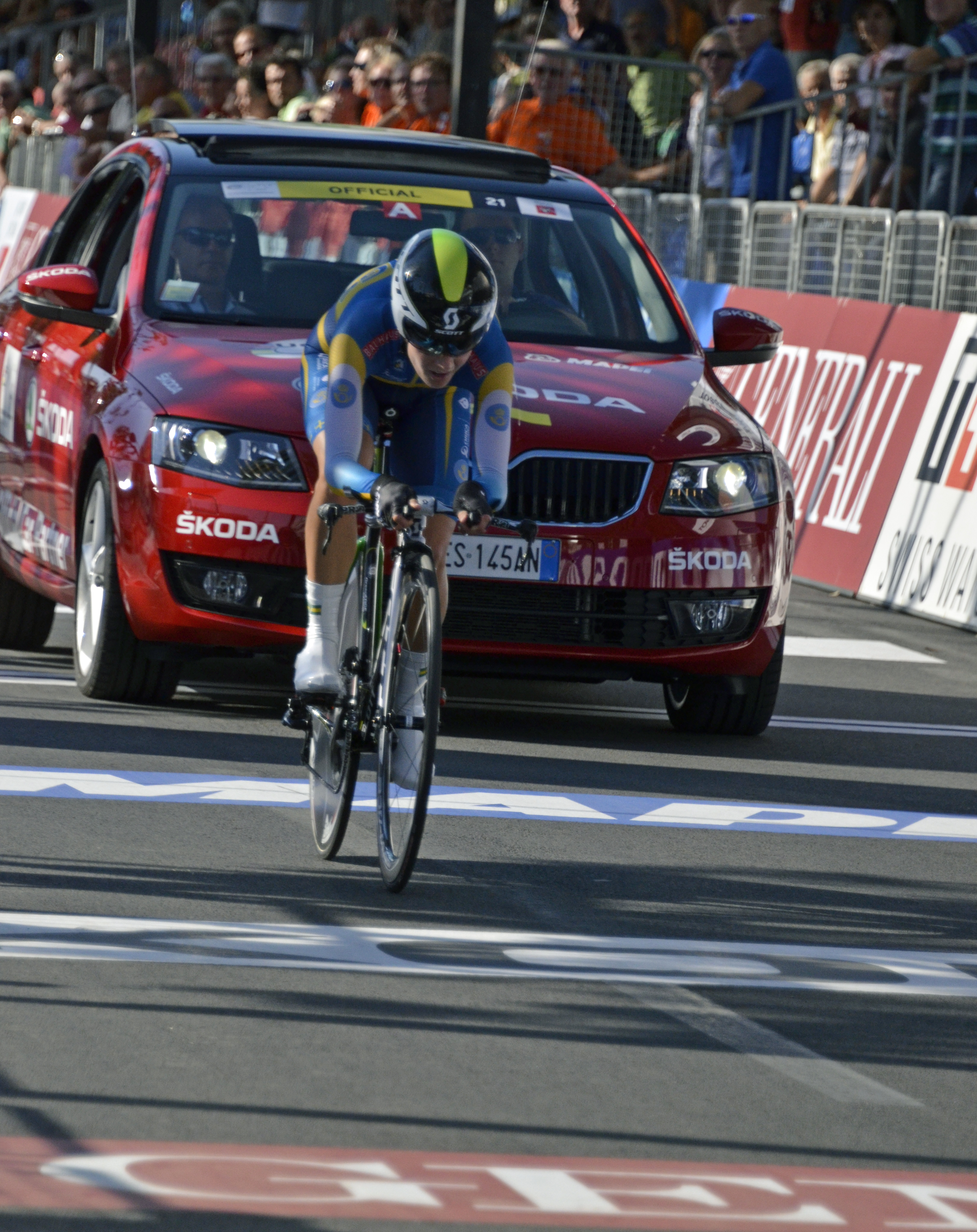
Emma Johansson (Sverige).

| Sverige (21)           |                 |                                                |
| Cyklist                | Konkurrens      | Placering                                      |
| Damer                  |                 |                                                |
| Emilia Fahlin          | Elittävlingar   | 13. Lagtempolopp, 30. Tempolopp, DNF Linjelopp |
| Linda Jacobson         | Juniortävlingar | DNF Linjelopp                                  |
| Emma Johansson         | Elittävlingar   | Linjelopp, Lagtempolopp, 10. Tempolopp         |
| Julia Karlsson         | Juniortävlingar | 24. Tempolopp, 42. Linjelopp                   |
| Jessica Kihlbom        | Elittävlingar   | DNF Linjelopp                                  |
| Saara Mustonen         | Elittävlingar   | DNF Linjelopp                                  |
| Hanna Nilsson          | Elittävlingar   | DNF Linjelopp                                  |
| Madelene Olsson        | Elittävlingar   | DNF Linjelopp                                  |
| Kajsa Persson          | Juniortävlingar | 46. Tempolopp, DNF Linjelopp                   |
| Martina Tomasson       | Elittävlingar   | DNF Linjelopp                                  |
| Herrar                 |                 |                                                |
| Hampus Anderberg       | Juniortävlingar | 30. Tempolopp, 103. Linjelopp                  |
| Lucas Eriksson         | Juniortävlingar | 6. Linjelopp                                   |
| Marcus Fåglum Karlsson | U-23-tävlingar  | 22. Tempolopp, DNF Linjelopp                   |
| Gustav Höög            | Juniortävlingar | 70. Linjelopp                                  |
| Pontus Kastemyr        | Juniortävlingar | 24. Tempolopp, 68 Linjelopp                    |
| Fredrik Kessiakoff     | Elittävlingar   | DNF Linjelopp                                  |
| Gustav Larsson         | Elittävlingar   | 9. Tempolopp                                   |
| Fredrik Ludvigsson     | U-23-tävlingar  | 56. Linjelopp                                  |
| Tobias Ludvigsson      | Elittävlingar   | 14. Lagtempolopp, 36. Tempolopp, DNF Linjelopp |
| Thomas Lövkvist        | Elittävlingar   | 46. Linjelopp                                  |
| Kim Magnusson          | U-23-tävlingar  | DNF Linjelopp                                  |